# 上日寺のイチョウ

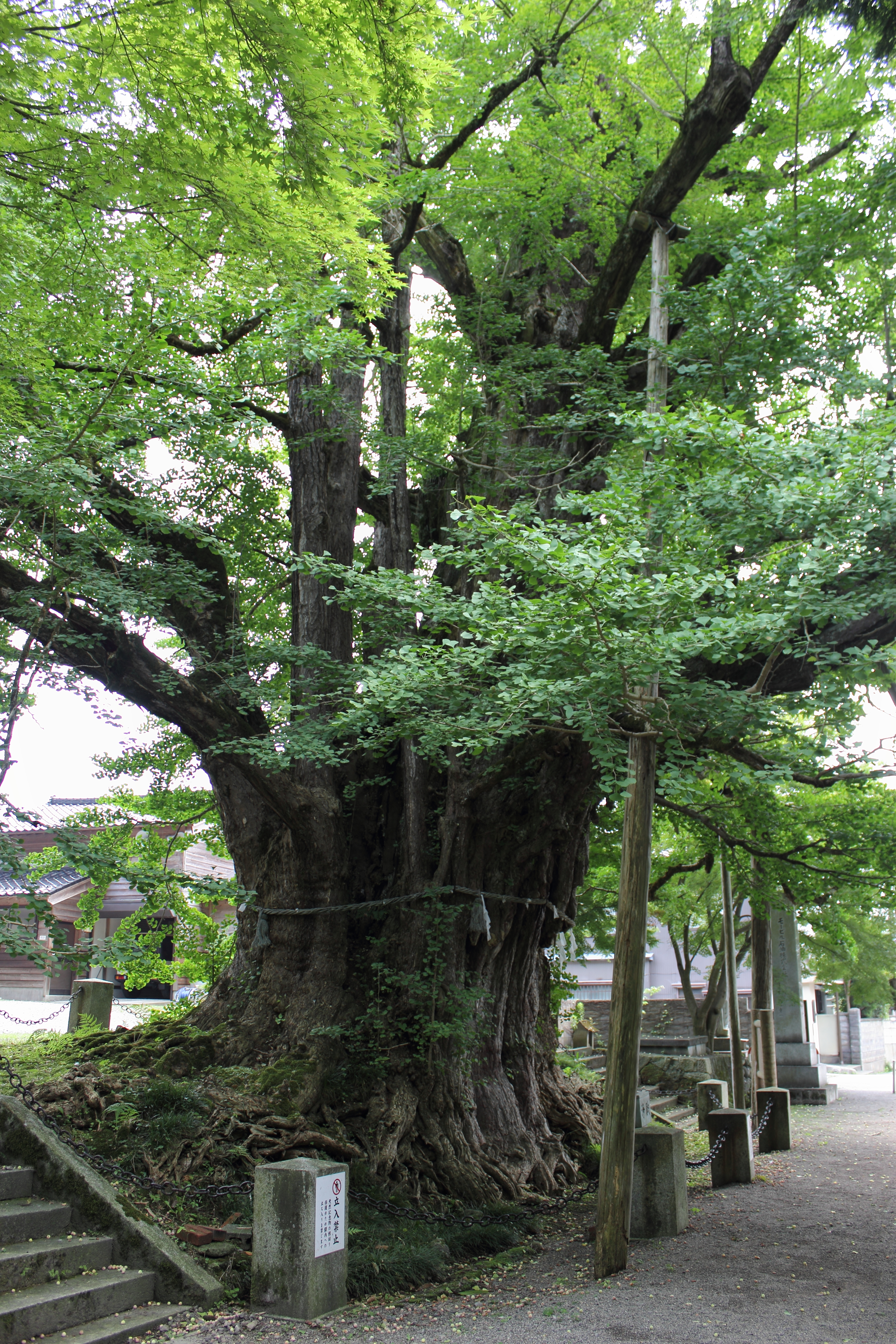
上日寺のイチョウ

上日寺のイチョウ（じょうにちじのイチョウ）は、富山県氷見市の朝日山公園に隣接する高野山真言宗の古刹・上日寺境内に生えている、樹齢約1000年以上のイチョウ。1926年（大正15年）10月20日、国の天然記念物に指定。雌株。樹高約24m、幹回り約12m。

## 交通アクセス
- 鉄道
  - JR西日本氷見線氷見駅から徒歩で20分。